# La Flèche noire
Pour les articles homonymes, voir The Black Arrow.
La Flèche noire (The Black Arrow: A Tale of the Two Roses) est un roman d'aventures de Robert Louis Stevenson. Paru en feuilleton dans le magazine pour adolescents Young Folks du 30 juin au 20 octobre 1883, il est édité en volume aux Éditions Scribner en 1888.

## Résumé
L'histoire se déroule au XVe siècle en Angleterre pendant la période troublée de la guerre des Deux-Roses. Le jeune héros, Richard « Dick » Shelton, découvre que le responsable du meurtre de son père n'est autre que son tuteur, Sir Daniel Brackley. Il rejoint les rangs des hors-la-loi de la Flèche noire au sein de la forêt de Tunstall pour accomplir sa vengeance et sauver Jeanne Sedley, l'élue de son cœur que Sir Daniel veut marier à un autre. À l'issue de bien des péripéties, il sera fait chevalier par celui appelé à devenir Richard III d'Angleterre et verra l'assassin de son père subir un châtiment mérité, avant de convoler en justes noces avec sa bien-aimée.

## Adaptations

### Cinéma
- 1911 : The Black Arrow: A Tale of Two Roses d'Oscar Apfel (court-métrage)
- 1948 : La Flèche noire (The Black Arrow) de Gordon Douglas (film)
- 1985 : Chyornaya strela de Sergueï Tarassov (film)

### Télévision
- 1951 : The Black Arrow (mini-série)
- 1958 : The Black Arrow (série télévisée)
- 1972-1975 : The Black Arrow (série télévisée)
- 1973 : The Black Arrow de Leif Gram (téléfilm d'animation)
- 1988 : La Flèche Noire de Warwick Gilbert (téléfilm d'animation)

### Bande dessinée
- La Flèche noire, scénario et dessins de Ramón De La Fuente, Nathan, collection Les œuvres célèbres en BD, 1977  (ISBN 84-201-0187-7)

### Liens
- La Flèche noire  (trad. E. La Chesnais), Mercure de France, 1901   (Wikisource)